# می‌خوای چیزی رو شروع کنی
«می‌خوای چیزی رو شروع کنی» (به انگلیسی: Wanna Be Starting Something) ترانه‌ای از پرفروش‌ترین آلبوم موسیقی جهان با نام تریلر اثر مایکل جکسون است. این ترانه چهارمین تک‌آهنگی بود که از این آلبوم در منتشر شد.
«می‌خوای چیزی رو شروع کنی» توسط خود جکسون نوشته، تهیه شد و با کمک کوئینسی جونز تولید شد.
این ترانه از موفق‌ترین و معروف‌ترین ترانه‌های مایکل جکسون است.
این تک‌آهنگ رتبهٔ پنجم را در جدول ۱۰۰ اثر برتر بیلبورد به دست آورد. همچنین در رتبهٔ ۱ جدول آثار سیاه‌پوستان قرار گرفت و رتبهٔ هشتم را در انگلستان را به دست آورد.

## می‌خوای چیزی رو شروع کنی (۲۰۰۸)
این ترانه در سال ۲۰۰۸ همراه ایکان هنرمند آراندبی مجدداً با عنوان «می‌خوای چیزی رو شروع کنی ۲۰۰۸» ضبط شد و رتبه ۴۸ را در جدول بیلبورد بین آهنگ‌های پاپ آمریکا به دست آورد. همچنین این ترانه در شبکه‌های رادیویی بازی اتومبیل‌دزدی بزرگ: وایس سیتی نیز پخش می‌شود.